# 蚁力神事件
蚁力神事件指2007年末，辽宁蚁力神企业破产时引发的群体性事件。2007年10月，蚁力神开始拖欠蚂蚁养殖户货款，后被揭发蚁力神公司破产。辽宁数万养殖户集体上访，导致蚁力神事件。

## 返款风波

### 事件經過
2007年10月11日是蚁力神的返款日，但开始有蚂蚁养殖户发现帐户上没得到返款，返款日期被推迟到10月29日，于是民间开始有传闻蚁力神天玺集团董事长王奉友已经被警察控制、蚁力神资金链断裂企业破产等。2007年11月20日辽宁各地上万养殖户包围沈阳市的蚁力神天玺大厦，一度有數千至數萬养殖户集中在沈阳市政府广场集體上訪，在現場大呼還錢。部分养殖户认为政府给蚁力神公司颁发的直销牌照在监管上存在一定责任，與上千名公安發生衝突，甚至有极端的养殖户称要去火车站阻挡火车的运行。現場傳出有人被毆打，公安也開始在各处设置检查点，防止各地养殖户再进入沈阳市。22日公安开始清场，许多示威者被强行拉上车带离现场。28日，則是傳出了有養殖戶因請求返款不成而自殺的消息。
11月29日，蟻力神母公司及子公司正式向瀋陽市中級人民法院提出破產申請，法院受理。11月30日，辽宁省处理“蚁力神”问题临时办公室向蚁力神养殖户发出公开信，称蚁力神及其8家关联公司已经资不抵债，申请破产，沈阳市中级人民法院已经受理其申请。该公开信虽然承认蚁力神“有挪用养殖户所交保证金等问题”，但又表示，蚁力神与养殖户之间签订合同是“在自愿基础上和履行民事合同的民事行为”，双方“同样有承担后果的责任”。公开信要求“相关各方都应该有承担市场风险的心理准备和承受能力”，公开信最后“特别提醒养殖户，不要被谣言所惑，不要被别有用心的人所利用，要自觉维护社会稳定”。该公开信由《瀋陽日報》於12月1日頭版刊登（瀋陽日報網路版獨缺該日任何的報紙內容），內容完全沒有提到「非法集資」。與公開信同時刊登的遼寧省瀋陽市中級人民法院公告也提到“由於債權人數眾多，無法召開全體債權人大會”，這意味著，只有少數通過公証方式隨機選定的債權人可以參與大會。會議召開的時間預定為2008年的3月24日。而根據該公告，集團所屬的遼寧鑄鋒房地產開發有限公司並不在破產範圍內，也引起注意。
據台灣媒體12月6日的消息，為避免養殖戶再度鬧事，當局已經出動基層組織，包括街道委員會和黨組，到養殖戶家裡安撫。瀋陽包括機場、火車站、公車總站和大型公共場所，都有軍警戒備。街上任何超過十人的群體都會被強制解散。当局也开始了养殖户登记的工作，並要求養殖戶在12月20日到3月9日之间将养殖蚂蚁的合同原件上交，作为以后赔偿的证据。
據估計，此事件影響到30萬以上養殖戶，金額達兩百億人民幣。

### 各方評論
多维新闻网称網路上則是有自稱是養殖戶的網民投書境外媒體，指政府在出事前頒發各種榮譽給蟻力神，事後又將責任推給蟻力神經營不善，是對養殖戶落井下石的作法。該文稱「我們是相信政府才養殖螞蟻的，如果說上當，我們是上了政府發的這些牌照的當，不是上了蟻力神的當」，「現在省市領導為了逃避責任，把它說成是“經營不善”，“破產倒閉”以掩蓋這裡的黑幕，坑害眾多百姓。我們強烈要求政府，必須返還我們的本金（也叫保證金），保證我們不受損失」。
根據台灣聯合報報導，一名受害养殖户上网写道：「我是看了国家电视台引导才去养的，政府官员不作为，就是渎职；明知违法而不取缔，就是犯法；不能维护民众利益的官员，就应下台」。不過，有自稱是瀋陽官員者在集體事件爆發後上網辯解道，蟻力神給了政府兩難：一是手續合法，合約完善，查處師出無名；二是一旦查處，蟻力神正好藉口政府打壓而不還養殖戶的錢，煽動養殖戶到政府鬧事，讓政府背上損害養殖戶利益的黑鍋。
自由時報报道称，投資人認為，業者與政府關係良好，而且在國營電視台刊登廣告，讓他們相信蟻力神是合法的。業者過去被政府調查過數次，但總能全身而退，而投資人先前也都能準時收到紅利，因此他們這次把矛頭指向政府。
自由亞洲電台报道称，自稱是养殖户代表接受訪問時表示，大多数养殖户都是以拆迁赔偿，下岗遣散费等作为投资保证金，事件後正值東北寒冬，可能會有失业养殖户，因蚁力神事件影响，无法再缴纳暖气费。「由于当局千方百计阻挠养殖户聘请律师，所有透过和平谈判申索的渠道已被堵截。如果政府不尽早解决赔偿问题，不单将事件拖延，而且严重威胁东北社会的和谐稳定。」
根據聯合早報12月12日引述香港文匯報的說法，中國官方認為這次的事件是由王奉友所引發，目的在擾亂地方秩序，转嫁蚁力神集团因经营不善而造成资不抵债的矛盾。官方宣稱12月7日，王奉友已因组织、策划、煽动“蚁力神”养殖户群体上访，涉嫌聚众扰乱社会秩序罪被依法刑事拘留。

### 事件处理
辽宁省沈阳市当地电视台于2007年12月播出了一期《王奉友挪用 侵占养殖户保证金实录》，节目中称，2007年8月德籍华人黄艳珊称能帮助蚁力神在美国上市，王奉友便打款4000万给黄艳珊；马来西亚籍华人王致殷，虚构科威特“阿扎汗集团”会给蚁力神50亿美金投资，王奉友便打了4次款给王致殷，共计1.8亿人民币；香港的魏一帆，称自己“能融资又能打通上层关系，获取上层信息”，王奉友便给他汇款1亿4千万；北京人吴国勇，以为蚁力神集团在北京建设总部为名，王奉友便给他5100万让他去做，但实际上吴国勇拿这笔钱去炒股；广东人欧国良、梁德荣与印尼人杨顺胜称能帮蚁力神集团融资，王奉友便给了这个诈骗团伙6000万，但实际上他们根本没能力给蚁力神集团融资，而是拿钱去每人买了一辆车。在王奉友为蚁力神集团购买的高档轿车中，一台劳斯莱斯价值750万，买这些车的钱都是蚁民的保证金钱；王奉友大儿子王帅心要炒股，王奉友便拿了1400万蚁民保证金给他去用。王奉友的身边还养着四个女人，过着十分糜烂的生活，其中有三人王奉友都是一次性赠与600万，还购买了两个售价793800的PT950钻石女戒送给其中两人做为礼物，2006年张某过生日，王奉友花30余万元购买红色奥迪A4送给她，为得到26岁的姜某，王奉友花50万为她购买一处新房。蚁力神集团总部八楼为王奉友所建50多平米的佛堂，修建时总共花了40万，王奉友去中国各地寺庙拜佛又总共捐了八九十万，将蚁民保证金投向功德箱。共收缴到王银行卡、存折共计115张，报道还称“而目前，已经被查证被吞噬的保证金数额，仅仅是王奉友挪用、侵占养殖户保证金总数的冰山一角。”

## 消息封锁

### 媒體
雖然境外媒體持續關注此事件，中国内地的新闻媒体对蚁力神群體性事件僅有數篇的相關報導，而這些報導的網路版本事後均被刪除。。而中国知名部落格站长周曙光，前往遼陽採訪該事件時，則因為接觸養殖戶被国保人员扣留调查，沒收其旅費並遣送回湖南。

### 其他渠道
2007年12月5日在首都律师网上出现一篇署名北京市司法局律师工作管理处刊发的标题为《北京市律师协会转发北京市司法局律师工作管理处关于要求我市律师慎重代理辽宁省蚁力神天玺集团有关诉讼的紧急通知》的文章。文内以北京市司法局名义要求「各律师事务所，要站在讲大局和维护社会稳定的角度，认真重视此事件。各律师事务所及广大律师要审慎司法评论，不宜接受境内外媒体的采访，不宜通过网络等方式发表对此案的评论；要审慎接受蚁力神天玺集团养殖户的委托。如遇相关情况，请及时向我处报告。」并称「该公司这种养殖业务是一种企业与养殖户之间在自愿基础上签订和履行民事合同的民事行为，双方都有自己的合法权利和义务，也同样有承担后果的责任，相关各方都应有承担市场风险的心理准备和承受能力。」